# 馬尼拉協定
馬尼拉協定（英語：Manila Accord）在經過馬來亞聯合邦、菲律賓共和國和印度尼西亞共和國於1963年6月11日在馬尼拉共同簽署。在此之前三國於馬尼拉一起舉行了由1963年6月7日至10日長達3日的會議。
該會議由菲律賓總統迪奥斯达多·马卡帕加尔倡導舉行，目的是按照聯合國大會1541(XV)號決議附件的原則九，針對英國殖民地北婆羅洲和砂拉越人民的意願，確保舉行一個自由而沒有強迫性質的公投。